# Exchamsiks River Park
Exchamsiks River Park är en park i Kanada.   Den ligger i Regional District of Kitimat-Stikine och provinsen British Columbia, i den sydvästra delen av landet, 3 900 km väster om huvudstaden Ottawa. Exchamsiks River Park ligger 40 meter över havet.
Terrängen runt Exchamsiks River Park är huvudsakligen bergig, men åt sydväst är den kuperad. Exchamsiks River Park ligger nere i en dal. Trakten runt Exchamsiks River Park är nära nog obefolkad, med mindre än två invånare per kvadratkilometer.. Det finns inga samhällen i närheten.
I omgivningarna runt Exchamsiks River Park växer i huvudsak barrskog.